# Laura Mancinelli
Laura Mancinelli (Udine, 18 de desembre de 1933 - Torí, 7 de juliol de 2016) va ser una escriptora, germanista i medievalista italiana.
Professora, traductora i autora de novel·les històriques, es va graduar en lletres modernes a la Universitat de Torí amb una tesi en literatura alemanya.

## Biografia
Laura Mancinelli va néixer a Udine el 1933; després d'una estada de quatre anys a Rovereto on va viure per primera vegada, la família es va traslladar a Torí (1937).
Els anys següents, va ensenyar a l'escola mitjana, però va continuar treballant en la cultura medieval alemanya: el 1969 va publicar l'assaig Cant dels Nibelungs. Problemes i valors.
En els anys setanta va ensenyar filologia germànica a la Universitat de Sàsser, després va ser cridada a Venècia per l'alemany Ladislao Mittner: el 1976 obtingué la càtedra d'Història de l'alemany a la Universitat Ca' Foscari.
A consell del company i amic Claudio Magris, el 1972 va editar i traduir de l'original el volum Els Nibelungs, seguit el 1978 per Tristany (en alemany Tristan (Gottfried von Straßburg)) per Jofré d'Estrasburg i el 1989 per Gregori (en alemany Gregorius) i El pobre Heinrich (en alemany Der arme Heinrich) de Hartmann von Aue.
Després de tornar a Torí com a titular de la Càtedra Universitària de Filologia Alemanya, el 1981 Laura Mancinelli va fer el seu debut en ficció amb Els dotze abats de Challant, una novel·la històrica que l'autora havia començat a escriure el 1968. Va seguir-la El fantasma de Mozart el 1986 i El miracle de Sta. Odília el 1989.
Segueix Amadè, la història de l'estada de Mozart a Torí, que es va inspirar en l'obra de Roberto Tarasco "Amadè i el geni de l'Era de la Il·lustració", produït el 2006; La casa del temps; Els ulls de l'emperador, guanyador del Premi Rapallo-Carige el 1994; Els tres cavallers del Grial i El príncep descalç.
El 1999, al Piccolo Regio de Torí, la Nit amb Mozart es va realitzar a partir de la mateixa obra en dos actes (publicat el 1991).
A principis dels 90, afectada per l'esclerosi múltiple, Laura Mancinelli va abandonar la Càtedra de filologia germànica.
Des de 1994 s'ha dedicat íntegrament a escriure: ha publicat més de quinze treballs al llarg de la dècada, malgrat les estades hospitalàries, les llargues rehabilitacions, la cadira de rodes que finalment li va caldre.
Del 2002 és Andante amb tendresa, l'autobiografia guanyadora en el 2003 del Premi Po i Entrada d'amor, editat per Einaudi.
El 2009, Einaudi va publicar la novel·la Ulleres de Cavour, seguida el 2011 per Dues històries d'amor, una interpretació gratuïta de la història de dos amants dels famosos Crimilde i Sigurd, Tristany i Isolda.

## Obres

### Novel·les
- (italià) I dodici abati di Challant, Torí, 1981 (Vegeu l'article Els dotze abats de Challant)
- (italià) Il fantasma di Mozart, Torí, 1986
- (italià) Amadé, Torí, 1990
- (italià) Gli occhi dell'imperatore, Torí, 1993
- El misteri de la cadira de rodes (1997)
- Killer presumpte (1998)
- Persecució infernal (1999)
- (italià) Il principe scalzo, Torí, 1999

### Obres assagístiques
- (italià) La canzone dei Nibelunghi. Problemi e valori, Torí, 1969
- (italià) Da Carlo Magno a Lutero. La letteratura tedesca medievale, Torí, 1996

## Traduccions
- (italià) I Nibelunghi, Torí, 1972
- (italià) Tristano, Torí, 1978